# Ice Show
 (février 2024).
- Si vous ne connaissez pas le sujet, laissez ce bandeau (vous pouvez alors contacter les auteurs).
- Si vous supprimez le contenu mis en cause (vous pouvez préalablement contacter les auteurs),

argumentez précisément cette suppression dans la page de discussion
(un manque de référence n'est pas un argument ; une recherche réelle de référence doit avoir été effectuée, être formellement documentée).
 (février 2024).
Ice Show est une émission de télévision française diffusée en 2013 sur M6. Il s'agit d'une création française par Studio 89 (groupe M6).

## Principe
Les 4 plus grands noms du patinage artistique français : Philippe Candeloro, Surya Bonaly, Gwendal Peizerat, Sarah Abitbol s'affrontent pour la première fois dans une compétition unique. Chacun étant à la tête d'une équipe composée de 2 célébrités et de patineurs professionnels, ils vont devoir réaliser les shows les plus spectaculaires sur la glace. Les équipes seront jugées par un jury technique professionnel et par les téléspectateurs.
Chaque semaine, les participants Norbert Tarayre, Tatiana Golovin, Merwan Rim, Kenza Farah, Florent Torres, Richard Virenque, Chloé Mortaud et Clara Morgane sont notés par trois juges professionnels sur la technique et par les téléspectateurs sur l’artistique. L’équipe qui obtient le plus de points est qualifiée. Les autres s’affrontent lors d’une manche éliminatoire. Les téléspectateurs votent et le coach qui aura remporté le moins de points devra se séparer de l’une de ses célébrités.

## Audiences
| Jour et horaire de diffusion            | Téléspectateurs | Parts de marché sur les 4 ans et plus | Classement des audiences de la soirée | Références |
| --------------------------------------- | --------------- | ------------------------------------- | ------------------------------------- | ---------- |
| Mercredi 27 novembre 2013 21:00 - 00:00 | 3 344 000       | 16,1 %                                | 2e                                    | [ 2 ]      |
| Mercredi 4 décembre 2013 21:00 - 23:20  | 2 889 000       | 12,6 %                                | 3e                                    | [ 3 ]      |
| Mercredi 11 décembre 2013 21:00 - 23:10 | 2 642 000       | 11,3 %                                | 3e                                    | [ 4 ]      |
| Mercredi 18 décembre 2013 21:00 - 23:05 | 2 706 000       | 11,2 %                                | 3e                                    | [ 5 ]      |

Légende :
- Les plus hauts chiffres d'audience
- Les plus bas chiffres d'audience

| Légende : Saison 1 |

| Saison | Saison | Jour     | Épisode | Lancement        | Lancement             | Lancement                             | Finale           | Finale                | Finale                                | Moyenne          | Moyenne                               |
| Saison | Saison | Jour     | Épisode | Date             | Audience du lancement | Parts de marché sur les 4 ans et plus | Date             | Audience de la finale | Parts de marché sur les 4 ans et plus | Audience moyenne | Parts de marché sur les 4 ans et plus |
| ------ | ------ | -------- | ------- | ---------------- | --------------------- | ------------------------------------- | ---------------- | --------------------- | ------------------------------------- | ---------------- | ------------------------------------- |
| 1      | 1      | Mercredi | 4       | 27 novembre 2013 | 3 344 000             | 16,1 %                                | 18 décembre 2013 | 2 706 000             | 11,2 %                                | 2 895 000        | 12,8 %                                |

## Autour de l'émission
- Marion Bartoli était à l'origine au casting de l'émission mais à cause d'une blessure, elle a été obligée d'abandonner. C'est Tatiana Golovin qui la remplace.
- Bien qu'éliminée lors du premier prime, Clara Morgane est de nouveau présente la semaine suivante pour exécuter une nouvelle prestation qui n'est pas comptée dans le concours[6].
- Tatiana Golovin se blesse au coude ce qui l'oblige à porter un plâtre, elle a quand même accepté de continuer la compétition.

Autres participations à une émission de télé-réalité
- Philippe Candeloro a présenté en 2006 l'émission Le Grand Défi de la glace, sur TF1 et a participé en 2011 à la Saison 2 de l'émission Danse avec les stars, sur TF1.
- Clara Morgane a participé en 2011 à la téléréalité Les Anges 3, sur NRJ 12.
- Surya Bonaly a participé en 2006 à l'émission Le Grand Défi de la glace, sur TF1[7] et a participé en 2010 à la saison 3 de l'émission de télé réalité La Ferme Célébrités, sur TF1.
- Sarah Abitbol a participé en 2006 à l'émission Le Grand Défi de la glace, sur TF1.
- Gwendal Peizerat a participé en 2010 à Koh-Lanta : Le Choc des héros, une version spéciale de l'émission de TF1 Koh-Lanta.
- Richard Virenque a remporté l'unique saison de l'émission Je suis une célébrité, sortez-moi de là !, version française de l'émission I'm a Celebrity... Get Me Out of Here! en 2006 sur TF1.
- Norbert Tarayre a participé à la troisième saison de l'émission Top Chef sur M6 en 2012.
- Florent Torres a participé à la saison 2 de The Voice, la plus belle voix sur TF1 en 2013.